# Josef Košťál (letec)
Josef Košťál (9. ledna 1914 Znojmo – 29. října 1944 Helmsdale) byl český palubní telegrafista a střelec 311. československé bombardovací perutě.

## Život

### Před druhou světovou válkou
Josef Košťál se narodil 9. ledna 1914 ve Znojmě. Vychodil čtyři ročníky měšťanské školy a vystudoval tříletý učitelský ústav. V rámci prezenční vojenské služby mezi lety 1935 a 1937 absolvoval v Brně poddůstojnickou školu.

### Druhá světová válka
Po německé okupaci opustil Josef Košťál společně s dalšími 2. srpna 1939 u Dobratic ilegálně Protektorát Čechy a Morava a odešel do Polska, kde byl první dny z důvodu onemocnění nucen strávit v nemocnici, poté v Krakově vstoupil do zde vznikající československé zahraniční jednotky. Po pádu Polska v září 1939 padl sovětské internace. Po vyjednaném propuštění ke dni 28. května 1941 se přesunul společně s dalšími přes Oděsu, Varnu, Istanbul a Ankaru do Palestiny, kde byl 8. června téhož roku v Haifě prezentován u tamní jednotky Československé zahraniční armády v zahraničí. Stal se příslušníkem Československého pěšího praporu 11 – Východního a po jeho transformaci v dubnu 1942 pak 200. československého lehkého protiletadlového pluku - východního. Zúčastnil se bojů u Tobruku. K 21. říjnu 1942 byl přeložen k letectvu a odeslán do Spojeného království. Dne 2. ledna 1943 byl přijat do Royal Air Force a po výcviku mj. na Bahamách na palubního radiotelegrafistu a střelce byl 15. května 1944 přičleněn k 311. československé bombardovací peruti. Jako její příslušník se účastnil protiponorkových a protilodních hlídkových letů na oceánem. Dne 29. října 1944 v brzkých ranních hodinách startoval jako člen posádky stroje Consolidated B-24 Liberator GR Mk.V BZ720 PP-G, který byl jedním ze tří letounů určených k útoku na německou ponorku U 1060 uvízlou u norského pobřeží, ze základny Wick. Krátce po startu stroj z neznámých příčin narazil do vrcholu kopce na skotském pobřeží severně od Helmsdale. Čtyři letci byli zraněni, mezi pěti zahynuvšími byl i Josef Košťál. Další dvě letadla útok úspěšně provedla. Pohřben byl na vojenském hřbitově St. Duthus ve městě Tain v sekci F, hrobu č. 20. Dosáhl hodnosti rotmistra.

## Ocenění

### Vyznamenání
- Československý válečný kříž 1939
- Pamětní medaile československé armády v zahraničí

### Posmrtná ocenění
- Josef Košťál byl in memoriam povýšen do hodnosti poručíka a v roce 1991 do hodnosti podplukovníka